# Estiche de Cinca
Estiche de Cinca es una localidad española del municipio de San Miguel del Cinca, perteneciente a la provincia de Huesca, en la comunidad autónoma de Aragón.

## Historia
Hacia mediados del siglo XIX, el lugar, por entonces con ayuntamiento propio, tenía contabilizada una población de 239 habitantes. Aparece descrito en el séptimo volumen del Diccionario geográfico-estadístico-histórico de España y sus posesiones de Ultramar de Pascual Madoz con las siguientes palabras:

ESTICHE: l. con ayunt. en la prov. do Huesca (12 leg.), part. jud. de Sariñena (6), aud. terr. y c. g. de Zaragoza (18), dióc. de Barbastro (12.) sit. en llano, en la mág. der. del rio Cinca, con clima templado, combatido de todos los vientos y se padecen algunas tercianas. Tiene 48 casas, por lo general de un solo piso, que forman 2 plazuelas y varias calles sin empedrar, pero muy rectas y cómodas; hay casa consistorial y cárcel, igl. parr. (San Miguel), servida por un cura de provision ordinaria; cementerio distante de la pobl. en paraje ventilado y cerca del mismo, una fuente que apenas se hace uso de ella, por preferir sus habitantes el agua del r. Confina el térm. N. Pomar; E. r. Cinca; S. Santalecina, y O. Castelflotrie. El terreno parte es llano, parte quebrado y todo él árido, pizarroso y flojo, si se esceptua un corto trozo inmediato al l. que es de mediana calidad: comprende en su radio como 800 fan. de tierra huerta de 1.ª, 2.ª y 3.ª calidad, que poco á poco se van reduciendo por las grandes avenidas y continuo choque de las aguas del espresado r.: á 5 minutos del pueblo y de N. á S., corre el Cinca, del que en el término de Pomar se toman las aguas por medio de una presa para el riego de su huerta, dando sus aguas impulso á un molino harinero de propiedad particular. caminos: uno de rueda, que desde Pomar baja á Santalecina, y todos los demas son rurales. El correo se recibe de la cab. de part. prod.: trigo, cebada, avena, aceite, vino, maiz y seda; cria de ganado lanar y vacuno; pesca de anguilas, barbos y madrillas. ind.: ademas de la agricultura, existen un molino harinero y otro de aceite, y algunos artesanos para el servicoi del pueblo. comercio: la permuta de los art. que sobran, por los que faltan. pobl.: 48 vec., 239 hab. contr.: (V. el art. del part. judicial).
(Madoz, 1847, p. 617)

El municipio de Estiche desapareció en 1972, cuando se fusionó con otros para conformar el de San Miguel del Cinca.

## Demografía
En 2023, la entidad singular de población tenía empadronados 123 habitantes y el núcleo de población, 116.
| Gráfica de evolución demográfica de Estiche entre 1842 y 1970 |
| |
| Población de derecho según los censos de población del INE Población de hecho según los censos de población del INEEntre el censo de 1981 y el anterior, este municipio desaparece porque se agrupa en el municipio 22903 (San Miguel de Cinca) |

## Patrimonio

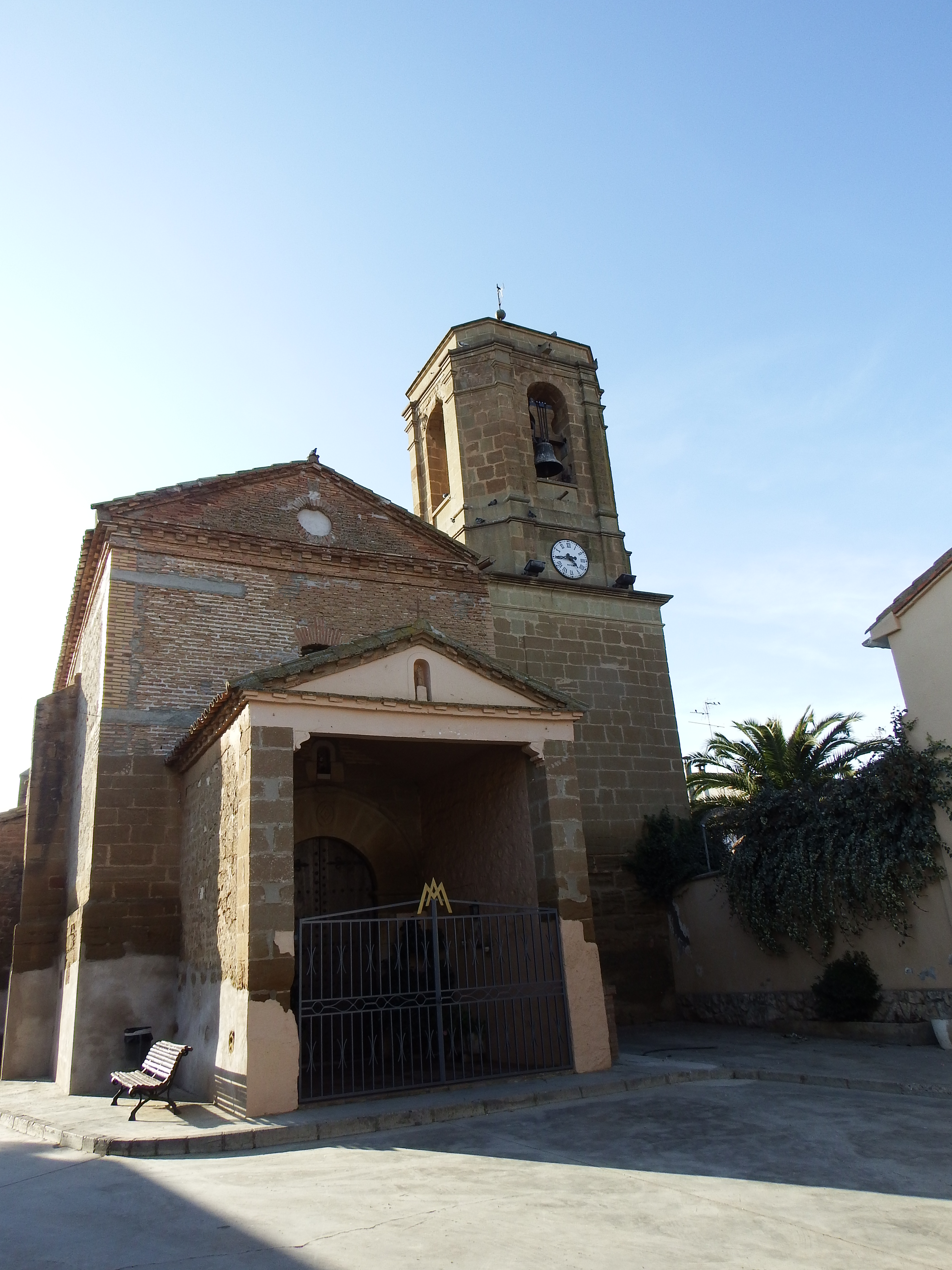
La iglesia de San Miguel

Hay en la localidad una iglesia de San Miguel.